# Oszcillátor

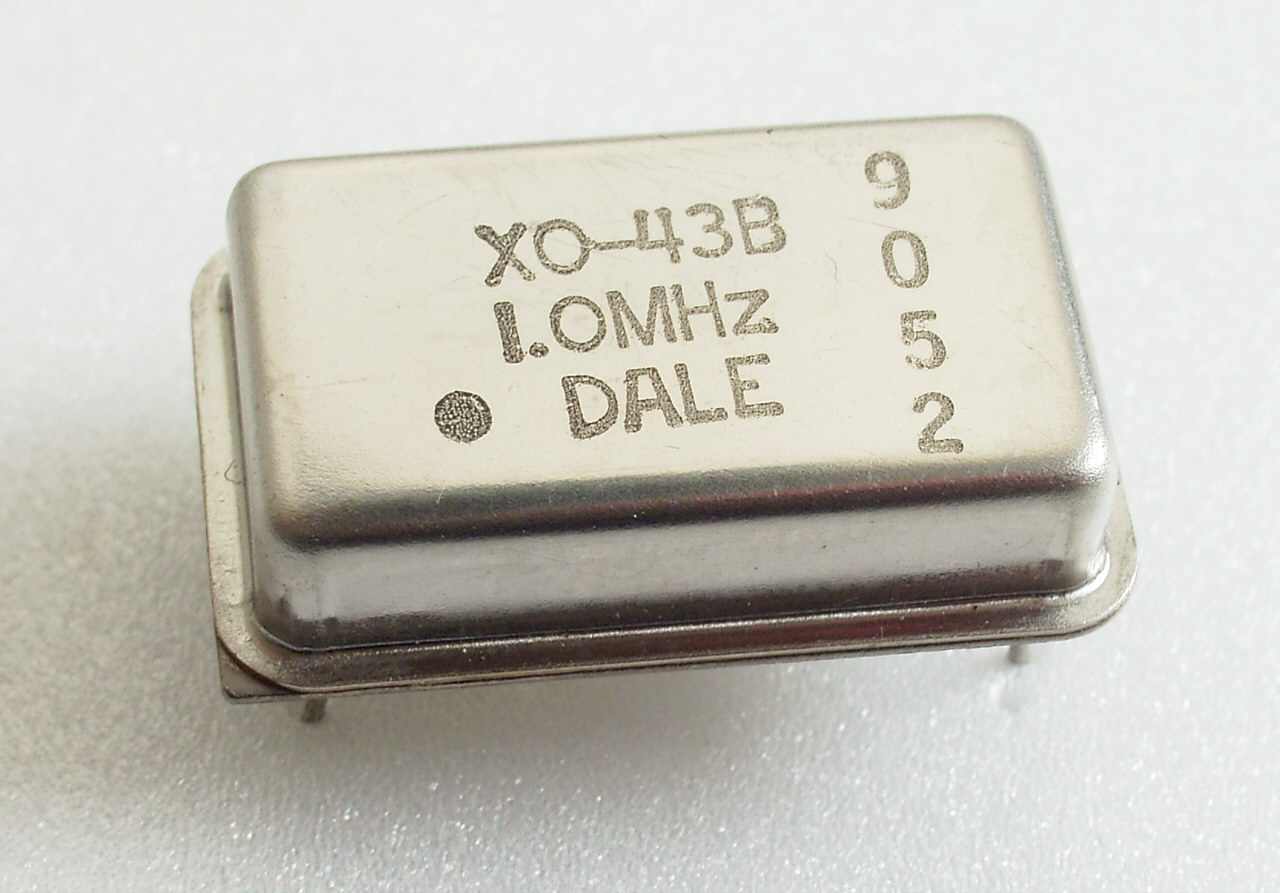
1MHz-es kvarcoszcillátor

Az oszcillátor (más néven rezgéskeltő) egy olyan villamos áramkör, amely egyenáramú energiát felhasználva stabil, periodikus elektromágneses rezgést hoz létre és tart fenn. Az oszcillátor által keltett elektromágneses rezgés vezetékben váltakozó áramként, szabad térben elektromágneses hullámként jelentkezik. 
Oszcillátort tartalmaz például a kvarcóra, a zsebszámológép, rádió, számítógép. Azoknak a nagy teljesítményű oszcillátoroknak, amelyek egyenfeszültségből áramellátási céllal váltakozó feszültséget hoznak létre, speciális nevük van: inverter.
Az előállított jel alakja szerint az elektronikus oszcillátor lehet 
- harmonikus vagy szinuszos oszcillátor (ritkábban lineáris oszcillátornak is nevezik);
- nemlineáris (relaxációs oszcillátor).

Visszacsatolt oszcillátor blokkvázlata

## Működési elve
A legegyszerűbb oszcillátor működési elve: egy erősítő eszköz (például tranzisztor) {\displaystyle v_{0}} kimenetéről bizonyos mennyiségű jelet visszavezetik (visszacsatolják) a bemenetére {\displaystyle v_{f}} (pozitív visszacsatolás). Ha a visszavezetett jel elegendő erősségű és megfelelő fázisú, akkor folyamatos rezgések jönnek létre. Esetenként szükség van a kimeneti jel szintjének (amplitúdójának) szabályozására például abból a célból, hogy a keltett jelek ne tegyék tönkre a következő áramkört. A rezgések megindulása azáltal jön létre, hogy az áramkört bekapcsolva, annak erősítő részén egy zaj-jel indul el, amely elegendő a rezgések beindulásához. A rezgések fennmaradásához a megfelelő visszavezetett jelszint mellett a helyes fázisviszonyokra azért van szükség, mert előfordulhat olyan eset, amelynek során a visszavezetett jel a rezgéseket kioltja vagy gyengíti (negatív visszacsatolás).

## Szinuszos oszcillátor
Ismeretes, hogy egy feltöltött kondenzátort induktivitáson át kisütve csillapodó rezgések keletkeznek, amelyek frekvenciája:
A magára hagyott rezgőkör energiája folyamatosan csökken a veszteségek miatt. A gyakorlatban azonban egy oszcillátor kimenetén nem a 3. ábra szerinti jelalakra, hanem egyenletes, állandó amplitúdójú jelalakra van szükség. A rezgések fenntartása csak úgy lehetséges, ha a rezgőkör veszteségeit egy aktív elem (például félvezető) megfelelő elrendezésben pótolni tudja. Az energiaveszteség pótlása történhet 
- egy erősítő eszközzel, pozitív visszacsatolással vagy
- negatív ellenállású eszköz használatával.

Amennyiben az erősítő eszköz bemenetére túlságosan sok jel lesz visszavezetve (túl szoros pozitív visszacsatolással), akkor – nem kívánt – jelalak keletkezik. A keletkezett egyre erősödő rezgések amplitúdójának csak a betáplált energia és a környezet szab határt.

Magára hagyott rezgőkör vagy hibásan visszacsatolt oszcillátor hullámalakja
Ideális oszcillátor jelalakja
Túlcsatolt oszcillátor jelalakja

Tehát a szinuszos oszcillátor nevéből adódóan szinuszjelet szolgáltat és két típusa van:
- visszacsatolt oszcillátor;
- oszcillátor negatív ellenállású eszközzel.

6. ábra: LC-oszcillátor kapcsolási vázlata

### Visszacsatolt oszcillátor
- RC-oszcillátor: Az RC-oszcillátorban a visszacsatolást ellenállásokból és kondenzátorokból álló hálózat biztosítja. Rendszerint alacsonyabb frekvenciákon (hangfrekvencia) működik.

- LC-oszcillátor: Az LC-oszcillátor frekvencia-meghatározó eleme egy {\displaystyle C_{2}} kondenzátorból és {\displaystyle L_{2}} tekercsből áll (hangolt LC-kör).  A visszacsatolást (az {\displaystyle u_{1}} jel visszavezetését a {\displaystyle Q} bipoláris tranzisztor bázisára) az {\displaystyle L_{1}} tekerccsel oldják meg: a visszacsatolt jel nagyságát a tekercsek menetszám-arányai, a fázisviszonyokat pedig a két tekercs ellentétes csévélési irányai (fekete pontok a tekercsek kezdetei) biztosítják. A {\displaystyle C_{1}} kondenzátor megakadályozza a tranzisztor bázisosztójának rövidzárlatát az {\displaystyle L_{1}} tekercsen át. Az {\displaystyle f_{0}} frekvenciájú {\displaystyle u_{a}} amplitúdójú jel a {\displaystyle C_{3}} kondenzátoron át csatolható ki. Az {\displaystyle R} jelzésű ellenállások a tranzisztor munkapontját (üzemi körülményeit) állítják be megfelelő értékre.

Az LC oszcillátort főleg rádiófrekvenciás tartományokban alkalmazzák (például jelgenerátor, vevő keverő oszcillátora), mert alacsony frekvencián a szükséges kapacitások és induktivitások fizikai mérete is nagyon nagy. A nagy jósági tényezőjű rezgőkörök a nagyfrekvenciás technikában könnyen megvalósíthatóak és a rezgőkör feszültség-alakja igen szélsőséges működési feltételek mellett is szinuszos. A rezgőkör veszteségeit erősítő eszköz (tranzisztor vagy műveleti erősítő) fedezi.
Tipikus LC-oszcillátor típusok: Hartley-, Colpitts-, Meissner- és Clapp-oszcillátor.   
- Kvarc: Kvarckristályt vagy kerámiarezonátort alkalmaznak a frekvencia stabilizálására.

Negatív ellenállású oszcillátor. A negatív karakterisztikájú eszköz párhuzamosan kapcsolódik a rezgőkörrel.

### Oszcillátor negatív ellenállású eszközzel
A negatív ellenállású eszközt használó oszcillátorban olyan – rendszerint félvezető– eszközt csatlakoztatnak párhuzamosan a rezgőkörhöz, amely negatív ellenállásával képes kompenzálni a rezgőkör veszteségeit. Ilyen eszköz lehet például a magnetron, alagútdióda vagy Gunn-dióda. Elsősorban a mikrohullámú technikában alkalmazzák, ahol a rezgőkör lehet felharmonikuson rezgő kristály, üregrezonátor de kisebb frekvenciákon akár LC-kör is.  
A negatív ellenállású eszköz félvezetőkkel és elektroncsövekkel is megvalósítható.

## Áramköri megoldások
Az oszcillátorok kialakítására a #Kapcsolódó szócikkek részben lévő hivatkozásokban is lehet példákat találni.

## Relaxációs oszcillátor

Különböző hullámformák (Magyar elnevezések fentről lefelé haladva: szinusz-, négyszög-, háromszög- és fűrészjel.)

Az elektronikában a fentebb vázolt szinusz alakú rezgéseken kívül szükség van más formájú jelekre is, amelyeket relaxációs oszcillátorral állítanak elő. Például a négyszög alakú jelek (négyszögjelek) digitális technika, órák és számláló áramkörök részére, a háromszög és fűrészfog alakú jelek a katódsugárcsövek (analóg oszcilloszkópok, analóg televíziók) működéséhez szükségesek. Előállításuk nemlineáris kapcsoló áramkörökkel, például Schmitt-trigger, UJT-vel (egyátmenetű tranzisztor) lehetséges, de készülnek speciálisan jelforrás célú integrált áramkörök is (például az elektronikában népszerű NE 555).